# Jernløse Kommune
Jernløse Kommune i Vestsjællands Amt blev dannet ved kommunalreformen i 1970. Ved strukturreformen i 2007 blev den indlemmet i Holbæk Kommune sammen med Svinninge Kommune, Tornved Kommune og Tølløse Kommune.

## Tidligere kommuner
Jernløse Kommune blev dannet inden kommunalreformen ved frivillig sammenlægning af 4 sognekommuner:
| Kommune                 | Folketal september 1965 | Byer                       |
| ----------------------- | ----------------------- | -------------------------- |
| Kvanløse                | 505                     | Kvanløse                   |
| Nørre Jernløse          | 1.177                   | Regstrup                   |
| Sønder Jernløse-Søstrup | 1.252                   | Sønder Jernløse og Søstrup |
| Undløse-Søndersted      | 1.771                   | Undløse                    |
| I alt                   | 4.705                   |                            |

Ved selve kommunalreformen afgav Jernløse Kommune 28 matrikler i Søstrup Sogn til Holbæk Kommune.

## Sogne
Jernløse Kommune bestod af følgende sogne, alle fra Merløse Herred:
- Kvanløse Sogn
- Nørre Jernløse Sogn
- Søndersted Sogn
- Sønder Jernløse Sogn
- Søstrup Sogn
- Undløse Sogn

## Borgmestre[3]
| Navn               | Parti      | Periode   |
| ------------------ | ---------- | --------- |
| Otto Jensen        | Venstre    | 1970-1974 |
| Hans Ole Jørgensen | Venstre    | 1974-1986 |
| Leif Pedersen      | Lokalliste | 1986-1990 |
| Hans Ole Jørgensen | Venstre    | 1990-2002 |
| Annica Granstrøm   | Venstre    | 2002-2006 |

## Rådhus
Jernløse Kommunes rådhus på Gl. Skovvej 158 i Nørre Jernløse havde rummet 70 medarbejdere i Holbæk Kommune indtil 2015, hvor lægerne og fysioterapeuterne i Regstrup købte rådhuset.